# Compagnia di San Niccolò del Ceppo

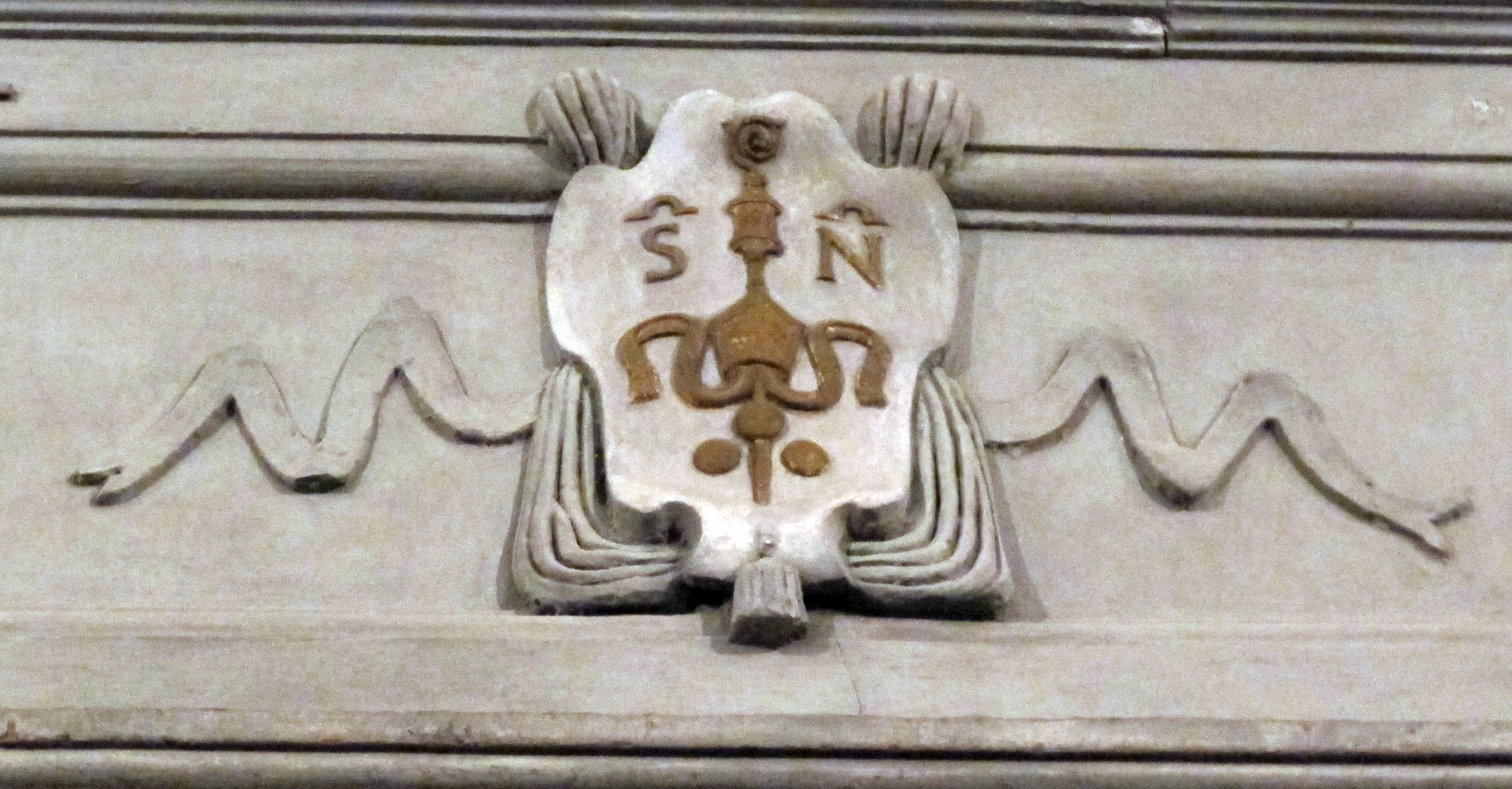
Lo stemma

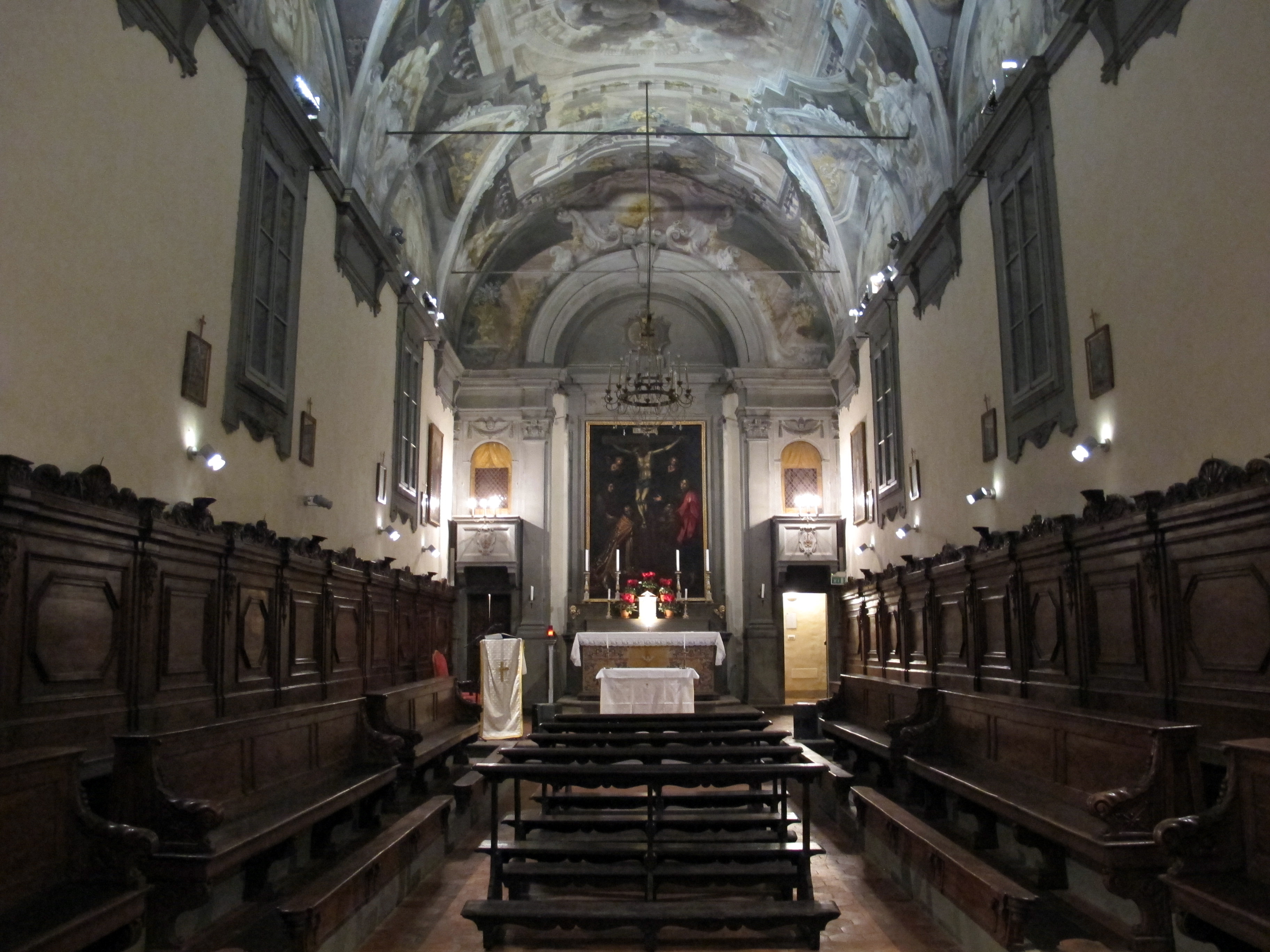
Interno dell'oratorio di San Niccolò del Ceppo

La Compagnia di San Niccolò del Ceppo è un'antica confraternita fiorentina, tuttora esistente, avente sede nell'oratorio del Ceppo in via de' Pandolfini 3.

## Storia

### Origini in Oltrarno
La compagnia ebbe origine alla fine del Trecento, probabilmente dalla trasformazione di una congregazione più antica già esistente in Oltrarno e dedicata alla Visitazione della Santissima Vergine e a san Niccolò (san Nicola di Bari), con una particolare devozione a san Girolamo. La confraternita aveva due nuclei, uno di fanciulli, che si riunivano di giorno, e una di adulti, che facevano pratiche penitenziali di notte. 

### Il primo Ceppo
Nel 1417, necessitando una sede più confacente alle proprie esigenze, si trasferirono nel "popolo" (cioè nella parrocchia) di San Jacopo tra i Fossi, accanto al monastero delle Poverine in un luogo detto "il Ceppo", lungo l'attuale via Tripoli. Parrebbe quindi che la compagnia abbia preso il nome da questo luogo e non viceversa e che comune. Il "ceppo" era comunque un pezzo di tronco cavo di solito di quercia che, datogli la forma di una cassetta con una feritoia, veniva riempito di elemosine: se ne trovavano spesso nelle chiese, nei pii istituti, nei monasteri, nelle compagnie e negli ospedali. Con "ceppo" si indica ancora oggi, in Toscana, il regalo natalizio ai bambini.
La nuova sede fu inaugurata il 1º maggio 1417, e da allora tale data fu festeggiata ogni anno, donando a chiunque si recasse all'oratorio un'arancia, un limone o un mazzetto di fiori, proprio san Nicola era stato noto per i doni elargiti. La compagnia teneva inoltre l'ospedale dei Santi Filippo e Jacopo, presso la Torre della Zecca Vecchia, detto "il Ceppo delle Sette Opere di Misericordia". Tra i confratelli ci fu il beato Tommaso Bellacci, baccaio d'origine abruzzese che decise di convertirsi dopo aver assistito alle pratiche devozionali dei confratelli e che finì la sua esistenza come frate nel convento di San Francesco di Fiesole.
Nel 1441 si staccò un gruppo di adulti che fondò la Buca di San Girolamo, una compagnia di disciplinati che si riuniva alla costa San Giorgio.
Nel 1450 i Capitoli della compagnia furono approvati dall'arcivescovo Antonino Pierozzi, promotore di un riordino delle istituzioni devozionali in città. Il vescovo, poi santo, aveva una predilezione per la compagnia del Ceppo che applicava "tutte e sette le opere di misericordia", e tale evento è ricordato in un affresco nell'oratorio di via Pandolfini. L'11 maggio 1523 Leone X concesse ai confratelli l'indulgenza plenaria e il permesso di celebrare nell'oratorio le cerimonie del Sabato Santo.

### Passaggio alla Croce del Tempio
Con l'assedio di Firenze ai confratelli fu chiesto di cedere la loro sede alle monache di San Miniato al Monte, abitanti fuori le mura, e a loro furono concessi gli ambienti della chiesa di Santa Maria Vergine della Croce al Tempio, già della Compagnia dei Battuti Neri. Nel 1557 un'alluvione distrusse molti beni del sodalizio: fu necessario riscrivere i Capitoli decifrando quello che restava dei vecchi, portandoli all'approvazione del vescovo già l'anno successivo.

### Sede definitiva
Nel 1561 infine fu deciso di realizzare una nuova sede, acquistando alcune case in via dei Pandolfini, con un nuovo oratorio progettato dal Giambologna. Nelle processioni di quegli anni i confratelli portavano due quadroni accoppiati con la Visitazione e San Niccolò e due fanciulli membri della compagnia di Giovanni Antonio Sogliani, tuttora esistenti. Dal 1585 ebbe sede al Ceppo anche la "Compagnia dei 33" (gli anni di Cristo), che faceva speciali preghiere e opere devozionali il Venerdì santo, ed era composta per un terzo da nobili e per due terzi da comuni cittadini tra cui i confratelli più benemeriti del Ceppo. Essi ogni anno elargivano a tre fanciulle povere dieci scudi d'oro per farsi una dote e maritarsi, a imitazione del gesto di san Nicola.
Nella seconda metà del Settecento la Compagnia dette inoltre vita a un'Accademia di musica. Scampata alle soppressioni di Pietro Leopoldo e dei Francesi, altri privilegi vennero concessi da Pio VII (nel 1820) e da Gregorio XVI (1841). Nel 1837 fu resa partecipe dei benefici di Vallombrosani, Serviti e Francescani.
Il 6 dicembre, giorno di san Nicola, la compagnia festeggia in modo solenne ed era usanza regalare un panellino formato da tre palline, in memoria del dono di tre sfere dorate che san Nicola donò ad altrettante povere fanciulle.

## Stemma
L'arme della compagnia era azzurro, con un pastorale dorato in palo sormontato da una mitria d'argento e ai lati le lettere S (san) e N (Niccolò) in oro; in punta tre palle.